# Rocky (Oklahoma)
Rocky – miasto w Stanach Zjednoczonych, w stanie Oklahoma, w hrabstwie Washita.